# Guerre entre Berké et Houlagou Khan
Division de l'Empire mongol
Batailles
Guerre civile toluid - Guerre entre Qaïdu et Kubilai - Guerre entre Berké et Houlagou Khan - Guerre entre Esen-bouqa et Ayurbarwada Buyantu Khan
La guerre entre Berké et Houlagou Khan oppose deux dirigeants mongols, Berké, le Khan de la Horde d'or et Houlagou Khan, le fondateur et premier Khan de l'Ilkhanat. Les combats se déroulent principalement dans les montagnes du Caucase, durant la décennie 1260, après la destruction de Bagdad en 1258. Cette guerre se déroule en partie durant la guerre civile toluid, durant laquelle deux membres du Clan Tolui, Kubilai Khan et Ariq Boqa, revendiquent le titre de Grand Khan, ou Khagan, et veulent prendre le contrôle de l'Empire mongol. Kubilai s'allie avec Houlagou, tandis qu'Ariq Boqa se range du côté de Berké. Houlagou alla en Mongolie pour participer à l'élection d'un nouveau Khagan devant succéder à Möngke Khan, mais la défaite de ses troupes lors de la bataille d'Aïn Djalout face aux Mamelouks le contraint à se retirer au Moyen-Orient. La victoire des mamelouks enhardit Berké, qui décide d'envahir l'Ilkhanat. La guerre entre Berké et Houlagou Khan, la guerre civile toluid ainsi que la guerre entre Qaïdu et Kubilai, qui débute juste après la fin de la précédente, sont des moments clé de la fragmentation de l'Empire Mongol après la mort de Möngke, le quatrième Grand Khan de l'Empire mongol.

## Situation avant le début du conflit
En 1252, Berké se convertit à l'Islam, et en 1257, il prend le pouvoir dans la Horde d'Or après la mort d'Ulaqtchi. Comme son frère Batu, il est fidèle au Grand Khan Möngke. Bien qu'il soit conscient de la conversion de Berké à l'islam, Houlagou, après avoir conquis la Perse, détruit Bagdad en 1258, ajoutant ainsi aux terres de l'empire mongol la région qui correspond actuellement à l'Irak. Ensuite, il avance vers la Syrie et le Sultanat mamelouk et commence une guerre d'usure contre ces derniers. Les destructions que provoque Houlagou en terre musulmane rendent Berké fou de rage. Dans un premier temps, il ordonne à son neveu Nogai Khan de lancer un raid contre la Pologne en 1259 afin de collecter le butin nécessaire pour financer une guerre. Lors de ce raid, plusieurs villes polonaises sont pillées, dont Cracovie et Sandomierz. Berké conclut ensuite une alliance avec les mamelouks.
La même année, Möngke meurt lors d'une campagne militaire en Chine. Dans ses écrits, l'historien musulman Rashid al-Din rapporte que Berké Khan aurait envoyé le message suivant à Möngke Khan, pour protester contre l'attaque de Bagdad, sans savoir que le Kaghan était déjà mort en Chine : "Il (Houlagou) a saccagé toutes les villes des musulmans. Avec l'aide de Dieu, je lui demanderai des comptes pour (avoir versé) tant de sang innocent."
Même si Berké est musulman, dans un premier temps, il se refuse à combattre Houlegou et dit : " Des Mongols sont tués par des épées mongoles. Si nous étions unis, nous aurions conquis le monde entier". Mais très vite, la situation économique de la Horde d'Or se dégrade à cause des actions de l'Ilkhanat, qui accapare les richesses du nord de l'Iran et demande à Berké de ne pas vendre d'esclaves aux mamelouks, ce qui revient à priver la horde d'une source de revenus non négligeables. Tout ceci cumulé amène Berké à déclarer le djihad contre l'Ilkhanat.

## La guerre
En 1260, les lieutenants d'Houlagou perdent la bataille d'Aïn Djalout face aux Mamelouks, alors qu'il est en route pour la Mongolie afin de participer au Qurultay, une sorte de grande assemblée des chefs mongols, convoqué pour choisir un nouveau Grand Khan après la mort de Möngke. Après avoir appris la nouvelle, Houlagou commence à se préparer pour prendre sa revanche. Deux ans plus tard, il retourne sur ses terres en Perse, mais il ne réussit pas à lancer sa contre-attaque, car Berké menace de faire la guerre à son cousin afin de venger le sac de Bagdad. Le Khan de la horde d'or fait de nouveau appel à Nogai, cette fois-ci pour lancer une série de raids dans la région du Caucase, des sorte de missions de reconnaissance du terrain, mais avec des troupes bien plus nombreuses que d'habitude pour ce genre d'opérations. Ces attaques répétées attirent Houlagou vers le nord avec l'essentiel de ses forces, pendant que Berké envoie également Negudar dans l'est de l'Afghanistan et à Ghazni, récupérant ainsi des terres contrôlées par l'Ilkhanat.
Houlagou est un fidèle allié de son frère Kubilai, mais la guerre civile Toluid ne suffit pas à justifier ces attaques; car elle débute en 1260, tandis que les affrontements avec les troupes de la Horde d'Or dans la partie nord-ouest de l'Ilkhanat ne commencent qu'en 1262. En réalité, ce sont la mort suspecte de princes Jochid au service de Houlagou, la distribution inégale des butins de guerre et les massacres des musulmans par Houlagou qui ont attisé la colère de Berké, qui envisage de soutenir une rébellion du royaume géorgien contre le règne de Houlagou dès 1259-1260. Berké a également conclu son alliance avec les Mamelouks égyptiens contre Houlagou avant le début de la guerre civile toluid. Finalement, il ne tente rien du vivant du Kaghan Möngke, et ne passe à l'action qu’après la mort de ce dernier, et soutient la candidature d'Ariq boqa, le candidat au trône rival de Kubilai, l'allié d'Houlagou.
Kubilai envoie une armée commandée par Abaqa attaquer la Horde d'Or, tandis qu'Ariq boqa envoie Nogai envahir l'Ilkhanat. Finalement, les deux camps subissent des défaites désastreuses. Houlegou prend la tête de son armée et marche vers le nord par le col de Derbend pour attaquer Berké. En arrivant sur les rives du Terek, il tombe dans une embuscade tendue par une armée de la Horde d'Or commandée par Nogai, et son armée est vaincue lors de la bataille de la rivière Terek (1262), durant laquelle des milliers de personnes sont abattues ou noyées lorsque la glace de la rivière cède. Houlegou se retire ensuite en Azerbaïdjan.
Plus à l'est, la guerre tourne court pour Ariq boqa qui, après avoir subi plusieurs défaites et perdu ses lignes de ravitaillement, se rend à Kubilai dans le palais de Xanadu, le 21 août 1264. Après cette reddition, les dirigeants de la Horde d'Or et du Khanat de Djaghataï reconnaissent la victoire et la suprématie de Kubilai, qui commence à préparer sa conquête de la dynastie Song.
Mais si la guerre civile toluid est terminée, les hostilités entre Berké et Houlagou Khan continuent. Ainsi, lorsque l'Empire byzantin, un allié de l'Ilkhanat, capture des envoyés égyptiens, Berké envoie une armée, qui traverse la Bulgarie, un royaume vassal de la horde d'or, ce qui entraîne la libération des envoyés en question et du sultan seldjoukide Kay Kâwus II. Berké essaye ensuite de provoquer des soulèvements et des troubles civils en Anatolie en utilisant Kay Kâwus, mais il échoue. Cette attitude exaspère Kubilai, qui y voit un rejet de son autorité par Berké. Dans la nouvelle version officielle de l'histoire de la famille des gengiskhanides, Kubilai Khan refuse que le nom de Berké soit cité en tant que khan de la Horde d'Or à cause de son soutien à Ariq boqa et aux guerres contre Houlagou. Par contre, la famille de Jochi est reconnue comme faisant légitimement partie des gengiskhanides.
Kublai Khan envoie également 30 000 jeunes Mongols en renfort à Houlagou, afin de stabiliser les crises politiques en cours dans les khanats occidentaux. Dès que Houlagou meurt le 8 février 1264, Berké marche sur l'Ilkhanat pour traverser près de Tiflis, mais il meurt en chemin. Quelques mois après ces décès, Alghu Khan du Khanat de Djaghataï meurt à son tour. La mort des Khans ayant reconnu la légitimité de Kubilai et la soudaine vacance du pouvoir qui s'ensuit, réduit, d'une manière ou d'une autre, le contrôle de Kubilai sur les khanats occidentaux.

## Conséquences
Ce conflit est la deuxième guerre ouverte entre Mongols, puisqu'il éclate peu après le début de la guerre civile toluid. Auparavant, il y avait eu des tensions entre Batu et Güyük qui auraient pu déboucher sur une guerre ouverte, mais la mort prématurée de ce dernier et l'élection de Möngke Khan ont permis d'éviter le déclenchement des hostilités. Ces deux guerres successives entre Khan créent des précédents qui vont se répéter sous la forme d'autres conflits entre khanats mongols, comme les conflits entre Abaqa et Baraq en 1270, entre Qaïdu et Kubilai  dans les 1270 et 1280, entre Toqtaï et Nogaï à la fin des 1290 et la guerre entre Douwa et Chapar au début du XIVe siècle. Cette guerre, ainsi que le second raid contre la Pologne, marque également le début de la montée en puissance de Nogaï Khan au sein de la Horde d'Or. Après la mort de Berké, il gagne encore plus en puissance, au point de devenir un faiseur de rois au sein de la Horde d'Or.

## Voir également